# ディジメーション
株式会社ディジメーション（英: Digimation K.K.）は、かつて存在した日本のアニメ制作会社。株式会社ゴンゾ・ディジメーション・ホールディングの完全子会社であった。

## 概要
ボストン・コンサルティング・グループ（BCG）での業務を通して、デジタルコンテンツとしてのアニメの可能性に着目
した石川真一郎が、幼なじみの梶田浩司と共に1996年5月に設立。当初は自宅をオフィスとし、梶田が唯一の社員として営業から制作まで全てを担当、石川はBCGで働きながらビジネスをサポートした。設立3年目の1998年には年商2億円規模となり、石川は1999年5月にBCGを退職し、翌月ディジメーションの代表取締役に就任した。
1999年9月にゴンゾ代表取締役（当時）の村濱章司と出会い、その後間もなく合併を持ちかけられる。ゴンゾの技術力とディジメーションの経営力は相互補完関係にあることから石川は申し出を受諾、2000年2月に共同で持株会社としてゴンゾ・ディジメーション・ホールディングを設立し、同社の完全子会社となった。2002年4月1日に、より迅速な意思決定等を目的にゴンゾと合併、ゴンゾ・ディジメーションとなった。

## 沿革
- 1996年5月 - 株式会社ディジメーション 設立（所在地：東京都目黒区五本木）。
- 1999年4月 - キャラクターの企画を行う子会社・株式会社ウズを設立（所在地：東京都杉並区清水）。
- 2000年2月 - 株式会社ゴンゾと共同で持株会社の株式会社ゴンゾ・ディジメーション・ホールディング（現・ゴンゾ）を設立（所在地：東京都杉並区荻窪）。ゴンゾと共にゴンゾ・ディジメーション・ホールディングの完全子会社となる。
- 2001年5月 - 東京都杉並区天沼から新宿区西新宿へ移転。
- 2002年4月 - ゴンゾを存続会社として合併。ゴンゾは商号を株式会社ゴンゾ・ディジメーションに変更。

## 作品一覧
カッコ内は担当した役割。

### アニメ
1999年
- サイレントメビウス（CG制作）
- サクラ大戦 轟華絢爛 （動画、ペイント、2Dエフェクト、演出、動画作監、3Dワーク、コンポジット）
- 地球防衛企業ダイ・ガード （制作協力）
- ベターマン （CG制作）

2000年
- 六門天外モンコレナイト（制作協力）
- STRANGE DAWN （制作協力）
- 太陽の船 ソルビアンカ （動画）
- 名探偵コナン 瞳の中の暗殺者 （デジタル撮影協力）
- 無敵王トライゼノン （制作協力）

2001年
- 機動天使エンジェリックレイヤー （仕上、撮影、3DCG、モニタデザイン、編集）
- ギャラクシーエンジェル （第1期） （撮影、背景スキャン、特殊効果、編集助手）
- SAMURAI GIRL リアルバウトハイスクール （ゴンゾと共同制作）
- 地球少女アルジュナ （制作協力）
- ナジカ電撃作戦 （制作協力）
- 破壊魔定光 （制作協力）
- Hellsing （ゴンゾと共同制作）

2002年
- フルメタル・パニック! （ゴンゾと共同制作。制作途中で合併）
- ラーゼフォン （オープニング撮影）

### ゲーム
1997年
- Hop Step あいどる☆ （12月 / オープニング、スタッフロール他）
- トゥルー・ラブストーリー〜Remember My Heart〜（12月 / オープニングアニメーション制作）

1999年
- Revive 〜蘇生〜 （10月 / オープニングアニメ、グラフィック原画）

2000年
- 対戦恋愛シミュレーション トリフェルズ魔法学園 （4月 / グラフィック制作）
- Sorcerous Stabber ORPHEN 魔術士オーフェン （8月 / アニメーション制作）